# Bobby Convey
Robert Francis « Bobby » Convey, né le 27 mai 1983 à Philadelphie, est un joueur international américain de soccer. Il joue au poste de milieu de terrain. 
Il est partiellement aveugle de l'œil gauche mais cela ne l'empêche pas de mener une brillante carrière professionnelle.

## Biographie

### En club
Le 16 mai 2013, il est échangé au Toronto FC contre plusieurs choix de repêchage.

### En équipe nationale
Il fut capitaine de l'équipe des moins de 20 ans lors du championnat du monde de 2003.
Il a eu sa première cape le 25 octobre 2000 à l’occasion d’un match contre l'équipe du Mexique. Il a participé à la Coupe des confédérations en 2003.
Convey participe à la Coupe du monde 2006 avec l'équipe des États-Unis.

## Palmarès
- 46 sélections et 1 but
- Vainqueur de la Gold Cup (CONCACAF) en 2005.
- Trophée du retour de l’année en MLS : 2010